# Shaun Toub
Shaun Toub (in persiano: شان طوب; Teheran, 6 aprile 1963) è un attore iraniano naturalizzato statunitense.
È conosciuto principalmente per aver interpretato Farhad nel film Crash - Contatto fisico (2004), Rahim Khan in Il cacciatore di aquiloni (2007), Ho Yinsen in Iron Man (2008) ed Iroh nel film L'ultimo dominatore dell'aria (2010).

## Biografia
Toub nasce a Teheran, in Iran, il 6 aprile del 1963 da una benestante famiglia ebraica, ma trascorre la sua infanzia a Manchester, in Inghilterra, in quanto la sua famiglia vi si era trasferita diversi anni prima dello scoppio della rivoluzione iraniana del 1979. All'età di quattordici anni si trasferì con la famiglia in Svizzera, dove rimase per due anni prima di partire per Nashua, nel New Hampshire, dove finì il suo ultimo anno di scuola superiore. Il suo annuario scolastico diceva di lui: "È il ragazzo più simpatico e quello con più probabilità di avere successo nel mondo dello spettacolo". Dopo aver frequentato due anni di college nel Massachusetts, Shaun si iscrisse all'University of Southern California. Molto attivo nella comunità degli ebrei iraniani, attraverso vari eventi di beneficenza e comizi, invita la sua comunità ad abbracciare le arti in modo da migliorare la propria vita. Ha vinto uno Sephard Award al Los Angeles Sephardic Film Festival. Attualmente è residente a Los Angeles.

### Carriera
La carriera di Shaun Toub inizia nel 1988 con l'apparizione in due episodi della serie televisiva Hunter nel ruolo di Phillip DePaul. Da quel momento in poi (anche grazie all'incontro con un agente astuto) iniziò a recitare in vari film e serie televisive ottenendo anche ruoli di rilievo. Si possono contare apparizioni in più di cento episodi di serie televisive, tra cui bisogna ricordare quelle in Colombo, Matlock, Lois & Clark - Le nuove avventure di Superman, Sposati... con figli, JAG - Avvocati in divisa, Nash Bridges, I viaggiatori, Walker Texas Ranger, Seinfeld, Just Shoot Me!, Streghe, Malcolm, Lost, NCIS, The Mentalist e Chuck.
Per quanto riguarda i film invece bisogna ricordare le sue memorabili performance in Bad Boys di Michael Bay con Will Smith e Martin Lawrence, Nome in codice: Broken Arrow di John Woo con John Travolta e Christian Slater e il film per la televisione Live from Baghdad con Michael Keaton e Helena Bonham Carter. I ruoli per cui però è più conosciuto dal grande pubblico sono sicuramente quelli nel film vincitore di un Premio Oscar Crash - Contatto fisico di Paul Haggis, in Il cacciatore di aquiloni di Marc Forster e anche quello dello scienziato Ho Yinsen nel film tratto dal omonimo fumetto Marvel Iron Man. Nel 2010 ha recitato il ruolo di Iroh, lo zio di Zuko (Dev Patel), nel film della Nickelodeon L'ultimo dominatore dell'aria.

## Filmografia parziale

### Cinema
- Hot Shots! 2 (Hot Shots! Part Deux), regia di Jim Abrahams (1993)
- Bad Boys, regia di Michael Bay (1995)
- Steel Sharks, regia di Rodney McDonald (1996)
- Nome in codice: Broken Arrow (Broken Arrow), regia di John Woo (1996)
- Decisione critica (Executive Decision), regia di Stuart Baird (1996)
- Gli impenitenti (Out to Sea), regia di Martha Coolidge (1997)
- Stigmate (Stigmata), regia di Rupert Wainwright (1999)
- Maryam, regia di Ramin Serry (2002)
- Underground, regia di Kristin Dehnert e Aimee Lagos – cortometraggio (2003)
- La terra dell'abbondanza (Land of Plenty), regia di Wim Wenders (2004)
- Crash - Contatto fisico (Crash), regia di Paul Haggis (2004)
- Nativity (The Nativity Story), regia di Catherine Hardwicke (2006)
- Il cacciatore di aquiloni (The Kite Runner), regia di Marc Forster (2007)
- La guerra di Charlie Wilson (Charlie Wilson's War), regia di Mike Nichols (2007) - non accreditato
- Iron Man, regia di Jon Favreau (2008)
- L'ultimo dominatore dell'aria (The Last Airbender), regia di M. Night Shyamalan (2010)
- Setup, regia di Mike Gunther (2011)
- Iron Man 3, regia di Shane Black (2013) – cameo
- Stretch - Guida o muori (Stretch), regia di Joe Carnahan (2014)
- Trafficanti (War Dogs), regia di Todd Phillips (2016)

### Televisione
- Hunter – serie TV, episodi 4x14-4x15 (1988)
- Out of Time, regia di Robert Butler – film TV (1988)
- Glitz, regia di Sandor Stern – film TV (1988)
- Una vacanza nera (Dark Holiday), regia di Lou Antonio – film TV (1989)
- Colombo (Columbo) – serie TV, episodio 9x03 (1990)
- Matlock – serie TV, episodio 5x02 (1990)
- Dragnet – serie TV, episodio 1x25 (1990)
- La legge di Bird (Gabriel's Fire) – serie TV, episodio 1x10 (1990)
- Before the Storm, regia di Michael Fresco – film TV (1991)
- Under Cover – serie TV, episodio 1x03 (1991)
- L'ispettore Tibbs (In the Heat of the Night) – serie TV, episodio 5x06 (1991)
- Doppio rapimento (Desperate Rescue: The Cathy Mahone Story), regia di Richard A. Colla – film TV (1993)
- Indagini pericolose (Bodies of Evidence) – serie TV, episodio 2x04 (1993)
- Lois & Clark - Le nuove avventure di Superman (Lois & Clark: The New Adventures of Superman) – serie TV, 6 episodi (1993-1997)
- Living Single – serie TV, episodio 1x16 (1994)
- Cafe Americain – serie TV, episodio 1x16 (1994)
- Hawaii missione speciale (One West Waikiki) – serie TV, episodio 1x03 (1994)
- Sposati... con figli (Married with Children) – serie TV, episodi 9x11 (1994)
- Beautiful (The Bold and the Beautiful) – soap opera, 31 puntate (1994, 2005)
- OP Center, regia di Lewis Teague – film TV (1995)
- Ellen – serie TV, episodio 3x05 (1995)
- JAG - Avvocati in divisa (JAG) – serie TV, episodio 1x09 (1995)
- Sisters – serie TV, episodio 6x18 (1996)
- Nash Bridges – serie TV, episodio 2x10 (1996)
- Suddenly, regia di Robert Allan Ackerman – film TV (1996)
- Pacific Blue – serie TV, episodi 2x13-2x21 (1996-1997)
- I viaggiatori (Sliders) – serie TV, episodio 3x14 (1997)
- Walker Texas Ranger (Walker, Texas Ranger) – serie TV, episodio 5x15 (1997)
- Ad un passo dal Paradiso (Path to Paradise: The Untold Story of the World Trade Center Bombing.), regia di Leslie Libman e Larry Williams – film TV (1997)
- E.R. - Medici in prima linea (ER) – serie TV, episodio 4x06 (1997)
- Seinfeld – serie TV, episodio 9x08 (1997)
- The Visitor – serie TV, episodio 1x09 (1997)
- Ultime dal cielo (Early Edition) – serie TV, episodio 2x15 (1998)
- Cybill – serie TV, episodio 2x24 (1998)
- Gli specialisti (Soldier of Fortune, Inc.) – serie TV, episodio 2x07 (1998)
- G vs E – serie TV, episodio 1x06 (1999)
- D.R.E.A.M. Team, regia di Dean Hamilton – film TV (1999)
- CI5: The New Professionals – serie TV, episodio 1x10 (1999)
- Just Shoot Me! – serie TV, episodio 4x09 (1999)
- F.B.I. Protezione famiglia (Cover Me: Based on the True Life of an FBI Family) – serie TV, episodio 1x04 (2000)
- Streghe (Charmed) – serie TV, episodi 3x02-3x05-3x07 (2000)
- Malcolm (Malcolm in the Middle) – serie TV, episodio 2x14 (2001)
- I Soprano (The Sopranos) – serie TV, episodio 3x04 (2001)
- Son of the Beach – serie TV, episodio 2x07 (2001)
- Special Unit 2 – serie TV, episodio 1x03 (2001)
- The District – serie TV, episodi 1x22-1x23 (2001)
- The Division – serie TV, episodio 1x17 (2001)
- She Spies – serie TV, episodio 1x03 (2002)
- Live from Baghdad, regia di Mick Jackson – film TV (2002)
- The Agency – serie TV, episodio 2x16 (2003)
- 11 settembre - Tragedia annunciata (The Path to 9/11), regia di David L. Cunningham – miniserie TV (2006)
- Lost – serie TV, episodio 3x11 (2007)
- Smith – serie TV, episodi 1x01-1x03-1x04 (2008)
- NCIS - Unità anticrimine – serie TV, episodio 5x11 (2008)
- The Mentalist – serie TV, episodio 1x01 (2008)
- The Unit – serie TV, episodio 4x12 (2009)
- Chuck – serie TV, episodio 2x18 (2009)
- Castle – serie TV, episodio 4x03 (2011)
- Luck – serie TV, episodi 1x05-1x09 (2012)
- Homeland - Caccia alla spia (Homeland) – serie TV, 10 episodi (2013-2017)
- The Blacklist – serie TV, episodio 2x11 (2015)
- Grimm – serie TV, 4 episodi (2016)
- Scandal – episodi 7x01-7x06 (2017)
- Snowpiercer – serie TV, 8 episodi (2020-2021)
- Teheran – serie TV, 16 episodi (2020-2022)
- Little America – serie TV, un episodio (2020)

## Doppiatori italiani
Nelle versioni in italiano delle opere in cui ha recitato, Shaun Toub è stato doppiato da:
- Antonio Palumbo in 11 settembre - Tragedia annunciata, Castle, Teheran, Little America
- Sergio Lucchetti in Iron Man, Setup, Iron Man 3, Fantasmi di guerra
- Mino Caprio in Beautiful
- Manlio De Angelis in Bad Boys
- Mario Bombardieri in Nome in codice: Broken Arrow
- Gianluca Tusco in Nativity
- Stefano De Sando ne Il cacciatore di aquiloni
- Francesco Meoni in Lost
- Gaetano Varcasia ne L'ultimo dominatore dell'aria
- Massimiliano Virgilii in Luck
- Francesco Bulckaen in Homeland - Caccia alla spia
- Marco Panzanaro in Scandal
- Pino Ammendola in Stretch - Guida o muori
- Jonis Bascir in Trafficanti